# Будинок уряду Азербайджану
Будинок уряду Азербайджану (азерб. Hökümət evi) — будівля уряду Азербайджанської Республіки в Баку. Розташована на площі Свободи. Будівля знаходиться на проспекті Нафтовиків і зливається з Бакинським бульваром. Побудована в 1951 році будівля, призначалася для 5500 співробітників . Головне призначення Будинку уряду — об'єднати всі міністерства і провідні профільні відомства в одному приміщенні. У будівлі працюють Міністерство екології та природних ресурсів, Міністерство сільського господарства, Державний комітет по геології і мінеральних ресурсів, Державний комітет з гідрометеорології, Державного комітету з матеріальних ресурсів, Державний комітет з поліпшення економіки ґрунту і води. Пізніше в будівлі розмістилися Міністерство культури і туризму, Міністерство соціального захисту і праці, Республіканське агентство по закупкам і Республіканське агентство по захисту авторських прав.
Будівництво було закінчено в 1952 році. У 1955 році на будівлі був встановлений пам'ятник В. І. Леніну (бронза, граніт, скульптор Джалал Кар'ягди) . Після здобуття в 1991 році Азербайджаном незалежності пам'ятник був замінений на державний прапор країни.
Відзначається, що прототипом для трьох рядів колон по боках будівлі, послужила колонада приймального залу комплексу палацу Ширваншахів .

## Історія
Наприкінці 1930-х років відбувся закритий конкурс на проєктування Будинку уряду в Баку. Серед усіх проєктів вибрали проєкт Руднєва. У 1945 році почали будувати будинок, бо війна завадила будівництву. В цей же час почався конкурс на скульптуру Леніна, де спільний проєкт Кар'ягди з Руднєвим посів перше місце .
Архітектори Руднєв та Мунц в 1936—1952 роках побудували будівлю в стилі бароко. Робота тривала понад 20 років.
Будівництво площі Леніна (нинішня площа Азадлиг) розпочалось зі зведення будинку уряду. У 1955 році скульптор Д. М. Кар'ягди перед будівлею Будинку уряду встановив пам'ятник В. І. Леніну .
У 1960-1970-х роках навколо Будинку Уряду був побудований величезний комплекс будівель: готелі «Азербайджан» та "Апшерон", 16-ти поверхові житлові будинки на вулиці Узеїра Гаджибекова, будівля «Азерпошти».
У дзеркальному вигляді відбилась курйозна листівка з картиною Будинку уряду випущеної в 1957 році фотографом Максом Альперт.

## У часи незалежності
У 1991 році з проголошенням незалежності Азербайджану в будівлі розташовувалось багато організацій і ділових фірм. Після повної реконструкції будівлі, всі фірми перемістили в інші місця столиці, а офіси надали урядовим організаціям.
З 2006 року по 2010 роки, за дорученням уряду Азербайджану відбувся ремонт будівлі. Для реконструкції та переробки парку навколо будівлі витратилося 40,8 млн манатів.
На сьогоднішній день більшість туристів відвідують Будинок уряду, як пам'ятку Азербайджану.

## У філателії

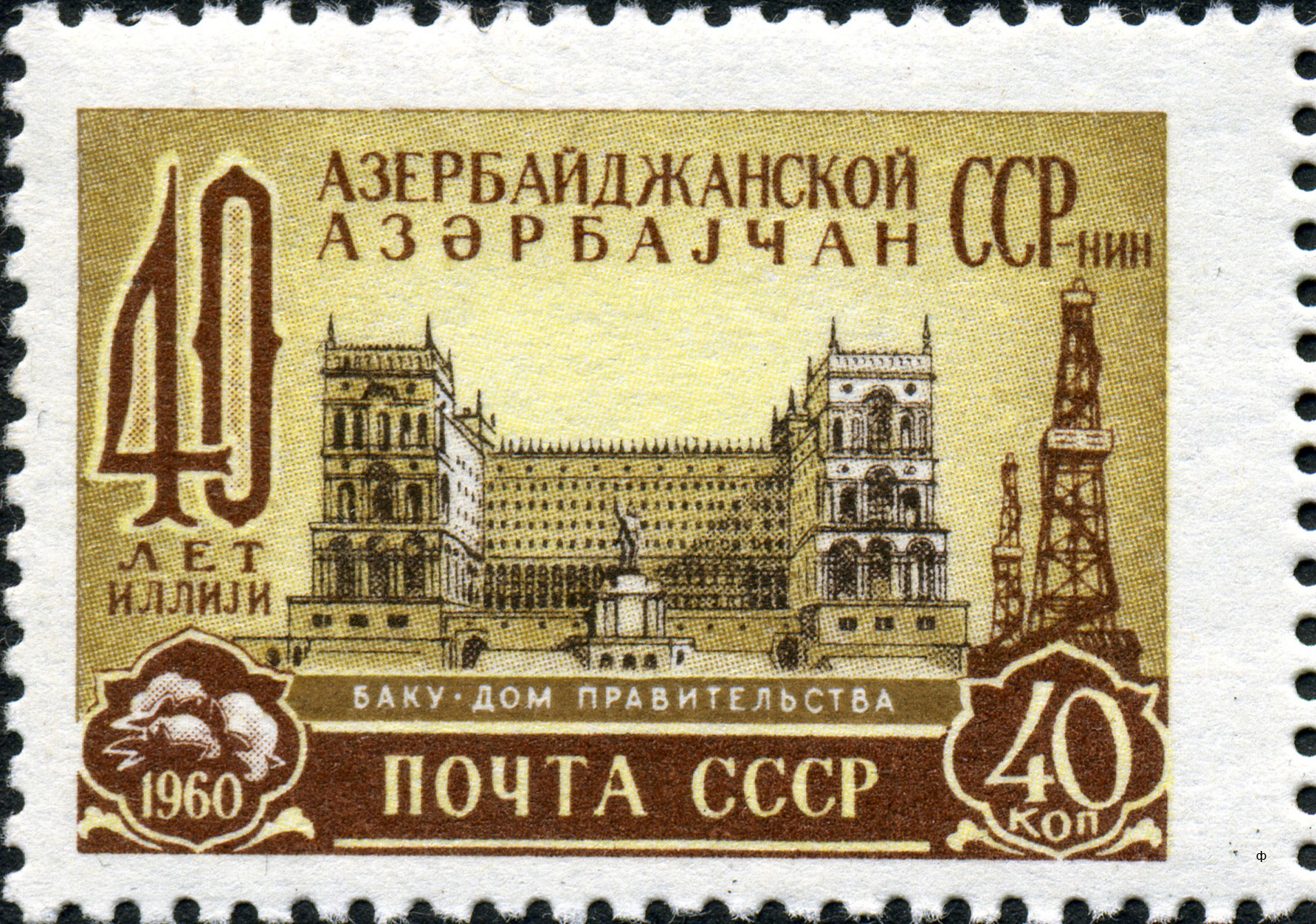
На поштовій марці СРСР, 1960
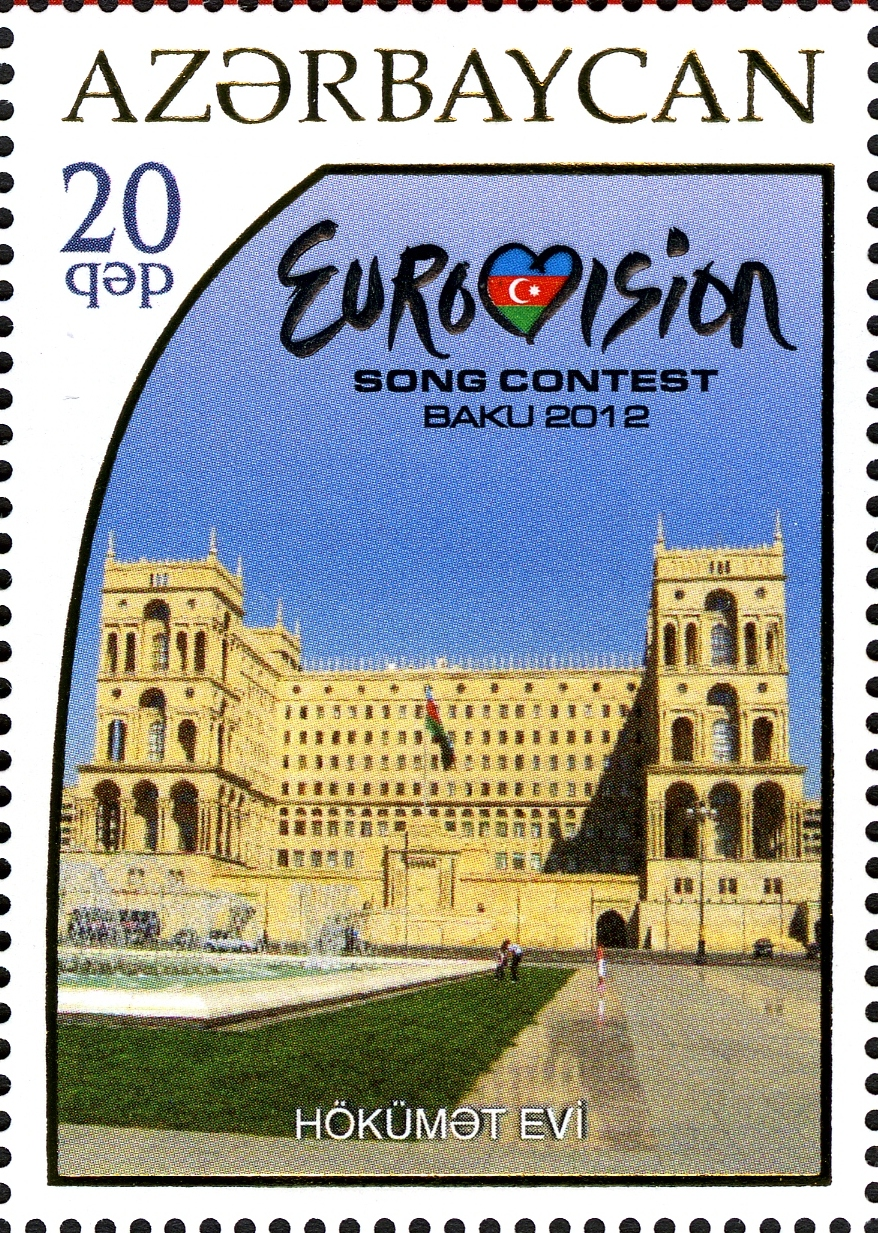
На поштовій марці Азербайджану, 2012